# Mogul (locomotive)
Pour les articles homonymes, voir Mogul.

Configuration: 1 essieu porteur - 3 essieux moteurs

Mogul est le nom donné à un type de locomotive à vapeur dont les essieux ont la configuration suivante (de l'avant vers l'arrière) :
- 1 essieu porteur
- 3 essieux moteurs

## Codifications
Ce qui s'écrit :
- 2-6-0 en codification Whyte.
- 130 en codification européenne.
- 1C en codification allemande et italienne.
- 34 en codification turque.
- 3/4 en codification suisse.

## Utilisation
Une série européenne célèbre fut la série italienne FS 640, conçue en 1905 par l'ingénieur Zara, mettant en œuvre un bogie-bissel avant original. 188 machines de ce type furent construites.

### France
Réseau de l'ALG5 AL 3994 à 4267 avec les 4001 à 4215 et les 4271 à 4273 d'origine EL et les 3994 à 4000, les 4219 à 4240, les 4241 à 4245 et les 4251 à 4267 d'origine allemande de 1918, futures : 1-130 C entre 62 et 273 pour les survivantes

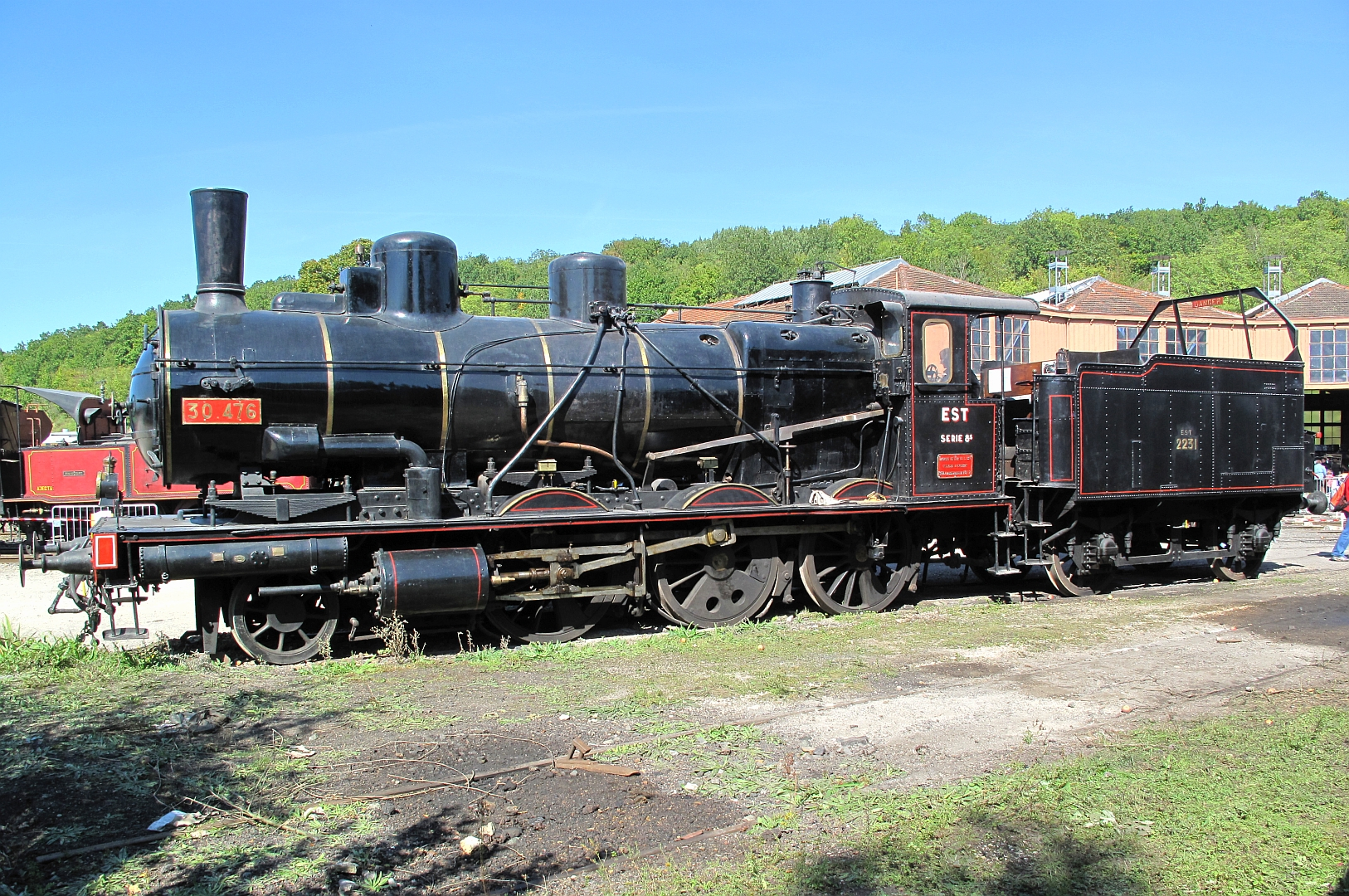
La 130 B 476 en livrée 30476 Est.

P6 AL 2100 à 2102 d'origine allemande de 1918
T11 AL 7300 et 7301 d'origine allemande de 1918
T9.3 AL 7051 à 7187 et 7189 à 7193 avec les 7051 à 7182 d'origine EL et les 7183 à 7187 et les 7189 à 7193 d'origine allemande de 1918, futures : 1-130 TA entre 51 et 191
T12 AL 7701 à 7729 avec les 7701 à 7725 d'origine EL et les 7726 à 7729 d'origine allemande de 1918, futures : 1-130 TB 703 à 729
Compagnie du Nord130 Nord 3.101 de 1887
130 Nord 3.1551 à 3.1566 d'origine allemande de 1918, futures : 2-130 A 1 à 16
130 Nord 3.1401 et 3.1402 de 1913 et 1914, futures : 2-130 B 1 et 2-130 C 3
130 Nord 3.1501 et 3.1502 de 1913 et 1914, futures : 2-130 C 1 et 2
130 T Nord 3.1461 et 3.1462 d'origine allemande de 1918, futures : 2-130 TA 1 et 2
130 T Nord 3.1463 à 3.1491 d'origine allemande de 1918, futures : 2-130 TB 4, 15, 22 et 23
130 T Nord 3888 à 3899 d'origine allemande de 1918, futures : 2-130 TC 1 à 12
Compagnie de l'Est130 Est 30252 à 30428 de 1905 à 1906, futures : 1-130 A entre 252 et 428
130 Est 30254 à 30766 de 1909 à 1926, futures : 1-130 B entre 254 et 489 et entre 701 et 766
130 T Est ???? d'origine allemande de 1918
Compagnie du PO130 T PO 1861 à 1868 d'origine allemande de 1918
130 T PO 1868 à 1871 d'origine allemande de 1918, futures : 4-130 TB 869 à 871
130 PO 1566s à 1605s machines construites de 1911 à 1914 sur la base d'anciennes 030 équipées de roues motrices de 1,65 m de diamètre, futures : 4-130 E 566 à 605
130 PO 1606 à 1610 machines construites neuves en 1914, futures : 4-130 E 606 à 610
130 PO 601s à 635s et 942s à 976s machines construites de 1911 à 1914 sur la base d'anciennes 030 équipées de roues motrices de 1,40 m de diamètre, futures : 4-130 D 601 à 635 et 942 à 976
Compagnie du PLM130 T PLM 5701 à 5730 d'origine allemande de 1918, futures : 130 AT 1 à 30 : puis 5-130 TA 2, 9 et 11 puis : 2-130 TA 501 à 503
130 T PLM 5751 à 5731 d'origine allemande de 1918, futures : 130 BT 1 à 20, 22 et 23, puis : 5-130 TB entre 4 et 23, puis : 1-130 TC entre 504 et 523
130 PLM 1 à 60 machines construites de 1913 à 1919 sur la base d'anciennes 121, futures : 5-130 A 1 à 60
Réseau de l'État130 État 001 à 035 machines compound à deux cylindres construites de 1904 à 1908 sur la base d'anciennes 030
130 État 501 à 520 machines compound à deux cylindres construites de 1908 à 1911 sur la base d'anciennes 030
130 État 601 à 640 machines compound à deux cylindres construites de 1908 à 1911 sur la base d'anciennes 030
Compagnie du Midi130 Midi 1801 à 1826 machines compound à deux cylindres construites de 1899 à 1914 sur la base d'anciennes 030
Compagnie des mines d'Anzin130 50 à 55 de 1905 à 1908, futures : A1 à  A6 des Houillères du bassin du Nord-Pas-de-Calais

### Allemagne

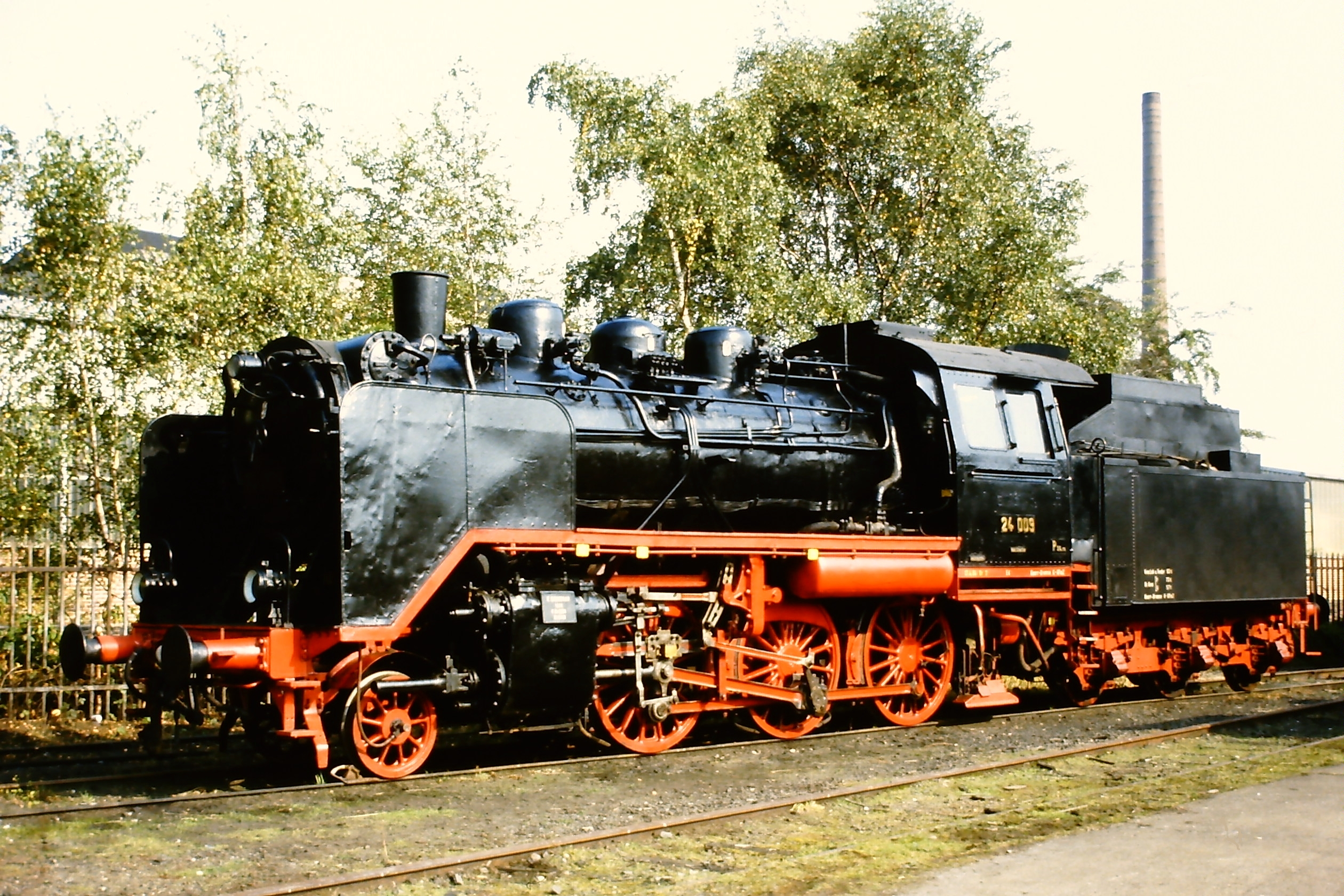
Locomotive de la classe 24 de Deutsche Reichsbahn

Pour des exemples d’origine prussienne, voir les locomotives du Réseau de l'AL et d'autres locomotives d’origine allemande ci-haut. Locomotives des types G 5.2, G 5.4 et G 5.5 ont aussi été utilisées en Mecklembourg.
BavièreLes 83 locomotives des classes C IV sont construites entre 1889 et 1905. Elles sont suivies par les 37 locomotives de la classe G 3/4 N très similaires. La classe G 3/4 H à vapeur surchauffé est construite en 225 exemplaires entre 1919 et 1923. Toutes ces locomotives ont été utilisées principalement pour les trains de marchandises légères. Seules des parties d'une G 3/4 H ont été conservées.
Deutsche ReichsbahnLes 95 locomotives de la légère classe 24 sont construites entre 1928 et 1940. Elles ont la plupart de leurs composants en commun avec les locomotives-tenders de la classe 64. La classe 24 est utilisée principalement pour les trains de voyageurs sur les longues lignes secondaires. Quatre locomotives de ce type ont été conservées, dont trois en Allemagne et une en Pologne.